# ボルツマンの原理

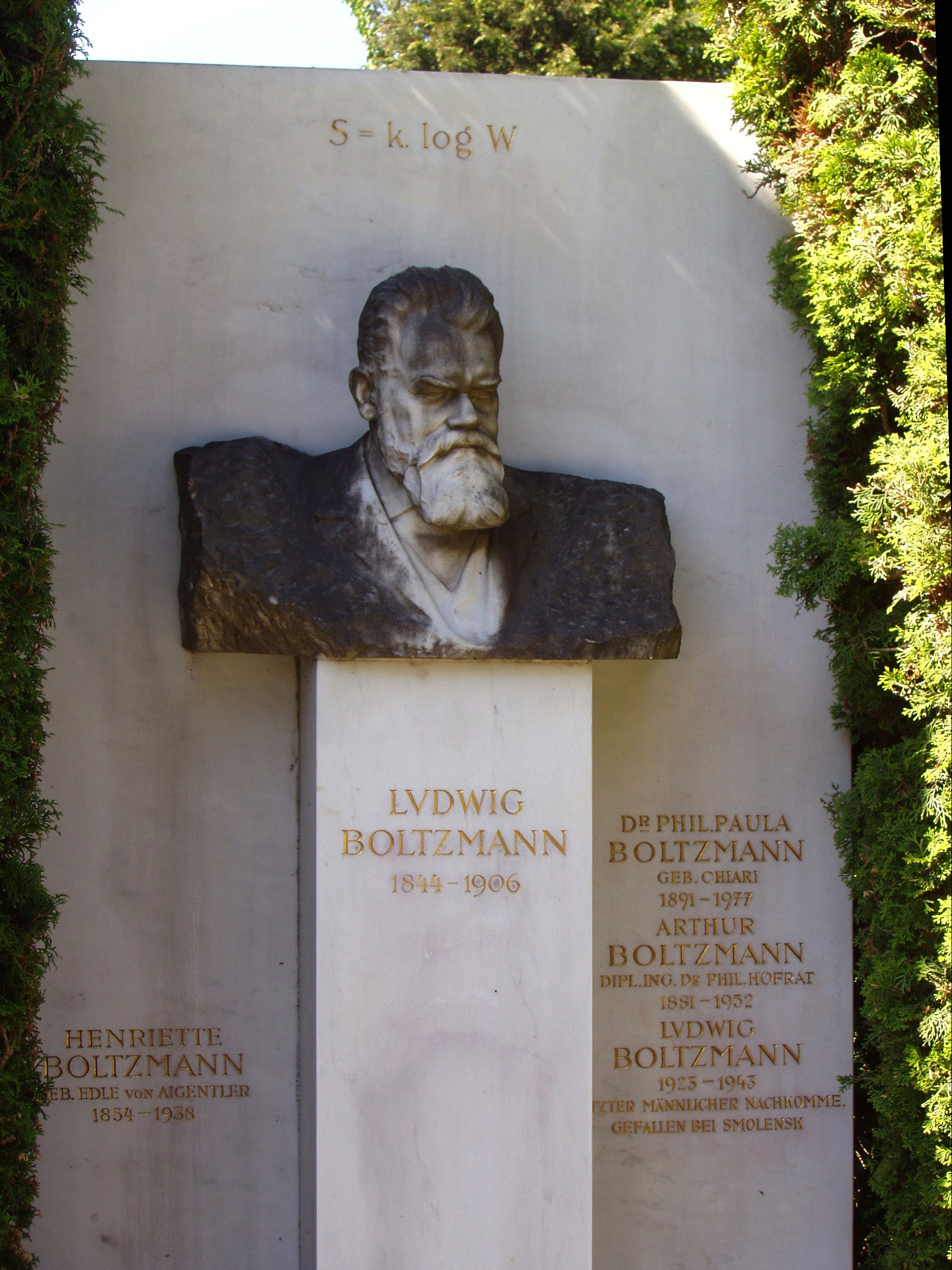
ウィーン中央墓地にあるルートヴィヒ・ボルツマンの墓碑には、ボルツマンの公式が刻まれている

ボルツマンの原理（ボルツマンの関係式、ボルツマンの公式）は、統計力学のミクロカノニカル分布において、エントロピーと微視的な状態数を関連づける式である。エントロピー S は微視的な状態数 Wを用いて、
{\displaystyle S=k\log W}
と表される。ここで対数 log は自然対数であり、係数 k はボルツマン定数である。
エントロピー増大則により、断熱過程においてエントロピーが減ることはなく、不可逆な断熱過程においてはエントロピーが増える。自由膨張のような不可逆な変化は、系が微視的に取り得る状態を増やす。これはエントロピーが状態数の増加関数であることを示唆している。
この式はボルツマンによって1872年から1875年にかけて最初に定式化され、1900年にマックス・プランクによって現在の形に書き直された。
二つの独立な系の状態数がそれぞれ W1, W2 であるとき、これらを合成した系の状態数は W1×W2 で表される。一方、それぞれの系のエントロピーがそれぞれ S1, S2 であるとき、これらを合成した系のエントロピーは S1+S2 で表される。したがって、エントロピーが状態数の関数として表されるならば、状態数の対数に比例する。
1934年にスイスの物理化学者ヴェルナー・クーンは、ボルツマンの公式を用いて、ゴム分子の状態方程式を導出することに成功した。これはゴムのエントロピーモデルとして知られる。